# Diaparsis baldufi
Diaparsis baldufi là một loài tò vò trong họ Ichneumonidae.